# Burg Schwiggenstein
Die Burg Schwiggenstein, auch Schwigenstein oder Geschweigen Stein genannt, ist eine abgegangene mittelalterliche Höhenburg auf dem Schwiggenstein bei Haslach im Kinzigtal im Ortenaukreis in Baden-Württemberg.

„Das sich auf der Haslacher Gemarkung auf dem „Schwiggenstein“, auch „Gschweigen Stein“ genannt, einem am nördlichen Bergfuß des „Urenwaldes“ vorspringenden Felsen, im frühen Mittelalter eine Grenzburg gestanden hat, ist weder urkundlich noch archäologisch zu beweisen.“